# Gozo Shioda
Gozo Shioda (塩田 剛三, Shioda Gōzō, Tòquio, 5 de setembre de 1915 - 17 de juliol de 1994) va ser un mestre d'aikido, alumne de Morihei Ueshiba i fundador de l'escola Yoshinkan.

## Història
Durant la seva joventut va practicar judo i el 1932, impressionat per haver estat projectat fàcilment per Ueshiba durant una demostració d'aikido, va decidir esdevenir el seu deixeble, restant al dojo durant vuit anys en tant que uchi deshi.
El 1941 va acabar els estudis universitaris i durant la Segona Guerra Mundial va ser mobilitzat per l'exèrcit i enviat a diversos indrets, com ara Taiwan i Borneo. Així que es va acabar la guerra va tornar al Japó per a continuar amb la pràctica de l'aikido i cap a l'any 1950 va abandonar el dojo del seu mestre per tal de fer conèixer aquest art marcial a través del país.
El 1954, la "Live Extension Society of Japan" va organitzar una gran demostració d'arts marcials convidant totes les disciplines de budo, i l'aikido presentat per Shioda va fer sensació a causa de la seva eficàcia. Arran d'això, un grup de personalitats el va contactar i el va apadrinar perquè pogués crear l'associació Yoshinkai i el dojo Yoshinkan (aquest mot prové del dojo homònim del pare de Shioda).
Amb el seu estil, considerat "més dur" que el de l'aikido tradicional posant l'accent els atemis, però amb un enfocament racional i clar (els moviments es descomponen), Gozo Shioda pretenia que es poguessin comprendre, treballar i sentir millor els principis fonamentals de l'aikido. Malgrat el protagonisme donat a la pràctica, atribuïa molta importància als objectius espiritual i mental del seu mestre Ueshiba, sobretot al concepte de "Wa" (Pau), volent mostrar el seu desenvolupament i manifestació a través l'execució de les tècniques. Va dir: "La veritable força consisteix en un esperit dret però flexible i un cos temperat per una pràctica rigorosa".
Molt actiu, Gozo Shioda ensenyava cada dia i supervisava personalment l'ensenyament de la Fundació Yoshinkai. També va ser instructor, entre d'altres, de la policia de Tòquio, de les forces de l'Exèrcit de l'Aire, de la Companyia Nacional dels Ferrocarrils japonesos i de la Universitat Meiji Gakuin.
El 1961, Morihei Ueshiba li va atribuir el 9è dan, i el 1985 va rebre el 10è dan i el títol de Soke ("Gran Mestre") de la part de la Federació Internacional de Budo.